# Sarıkonak (Karaisalı)
Sarıkonak (türkisch für „gelbe Herberge“) ist eine Ortschaft (Köy) im Landkreis Karaisalı der türkischen Provinz Adana mit 53 Einwohnern. Im Jahr 2011 zählte Sarıkonak 55 Einwohner.
In einer Aufstellung des Innenministeriums aus dem Jahre 1928 hieß das Dorf noch Fettahlı.